# Giang Bắc, Ninh Ba
Giang Bắc ([[chữ Hán phồn thể: 江北區, chữ Hán giản thể: 江北区, bính âm: Jiāngběi Qū, âm Hán Việt: Giang Bắc khu) là một quận thuộc địa cấp thị Ninh Ba, tỉnh Chiết Giang, Cộng hòa Nhân dân Trung Hoa. Quận Giang Bắc có diện tích 209 km², dân số 230.000 người. Mã số bưu chính của quận Giang Bắc là 315020. Chính quyền nhân dân quận đóng tại số 61, đường Tân Mã. Về mặt hành chính, quận Giang Bắc được chia thành 7 nhai đạo và 1 trấn.
- Nhai đạo: Trung Mã, Bạch Sa, Khổng Phổ, Văn Giáo, Dũng Giang, Trang Kiều, Hồng Đường
- Trấn: Từ Thành.